# 주피터스 문
《주피터스 문》(헝가리어: Jupiter holdja)은 2017년에 개봉한 헝가리, 독일의 SF, 판타지 영화이다.

## 줄거리
뒷돈을 받으며 수용소에서 난민을 빼내주던 부패한 의사 '스턴'. 어느 날, 부상을 당한 시리안 소년 '아리안'에게 중력을 거스르는 특별한 힘이 있다는 것을 알게 된다. '스턴'은 국경에서 헤어진 아버지를 찾아주겠다고 돕는 척 하며 '아리안'의 신비한 능력을 자신의 돈벌이에 이용하는데... 과연 소년은 인생에 희망을 가져다 줄 천사일까? 아니면 그를 추락시킬 악마일까?

## 출연
주연
- 솜버 예거 - 아리안 역
- 메랍 니니트쩨 - 스턴 역

조연
- 기오르기 세르하미 - 라슬로 역
- 모니카 발사이 - 베라 역

## 개봉일 목록
주피터스 문의 개봉일 목록이다.
| 국가     | 개봉일           |
| -------- | ---------------- |
| 헝가리   | 2017년 6월 8일   |
| 영국     | 2018년 1월 5일   |
| 일본     | 2018년 1월 27일  |
| 중화민국 | 2018년 4월 20일  |
| 대한민국 | 2018년 8월 2일   |
| 독일     | 2018년 11월 22일 |